# Clinosperma macrocarpa
Clinosperma macrocarpa là loài thực vật có hoa thuộc họ Arecaceae. Loài này được (H.E.Moore) Pintaud & W.J.Baker mô tả khoa học đầu tiên năm 2008.